# Dibrachoides cionobius
Dibrachoides cionobius är en stekelart som beskrevs av Graham 1969. Dibrachoides cionobius ingår i släktet Dibrachoides och familjen puppglanssteklar.
Artens utbredningsområde är:
- Frankrike.
- Tyskland.
- Ungern.
- Sverige.
- Nordmakedonien.

Arten är reproducerande i Sverige. Inga underarter finns listade i Catalogue of Life.